# Bidessus ovoideus
Bidessus ovoideus – gatunek wodnego chrząszcza z rodziny pływakowatych, podrodziny Hydroporinae i plemienia Bidessini.
Gatunek opisany został w 1895 roku przez Maurice’a Auguste’a Régimbarta, który jako miejsce typowe wskazał Natal. Zaliczany jest do grupy gatunków sharpi.
Chrząszcz o całkiem ciemnej głowie i jasnych plamach na pokrywach ułożonych podłużnie i większych niż u podobnego B. knapporum. Przestrzenie między punktami na pokrywach lśniące. pozbawione mikrorzeźby. Edeagus samca w widoku górnym i bocznym równomiernie zwężony do samego wierzchołka.
Owad afrykański, podawany z Etiopii, Egiptu, Kenii, Tanzanii, Ugandy, Zairu, Botswany, RPA, Suazi i Madagaskaru. W Egipcie zasiedla moczary, bagna i źródliska o gęstej roślinności, ale bywa też odławiany w okresowych kałużach z błotnistymi brzegami.